# Horečka Lassa
Horečka Lassa je závažné nakažlivé virové onemocnění vyskytující se v Africe. Má charakter hemoragické (krvácivé) horečky. Jmenuje se po místě objevu — první popsaný výskyt byl v roce 1969 v městě Lassa v Nigérii jižně od Čadského jezera, kde na nemoc zemřely dvě misionářky.
Virus Lassa patří mezi primitivní arenaviry a pochází z Nigérie. V oblastech, kde se virus Lassa vyskytuje, patří mezi podstatné důvody úmrtí obyvatel. V 80 % případu má nemoc mírný až nepozorovatelný průběh. Ve zbylých 20 % případů je vážnou chorobou postihující téměř všechny orgány.